# Andreas Wistrand
Andreas Gert Håkan Wistrand, född 13 mars 1978 i Högsrum, är en svensk musiker och sångare. Han startade 2004 bandet Highlights som han var medlem i fram till 2011.

## Biografi
Wistrand är uppvuxen i Glömminge på Öland. Efter Lars Kagg-skolans industriprogram i Kalmar började han 1997 jobba som trubadur och köra budbil. Efter ett par år började han jobba som trubadur på heltid med sin gamla vän Anders (Nutte) Olsson. De spelade tillsammans i tre år tills Wistrand fick chansen att vara med i Fame Factory 2004. Wistrand vann sin första veckofinal med låten (Every step of the way).
Efter Fame Factory startade Wistrand Highlights som till en början hade sitt säte i Växjö, men efter sitt debutalbum 2005 Highlights, (er-records), splittrades bandet och Wistrand gick över till resterna i Avalon från Norrköping. Namnet Highlights tog Wistrand och skivbolaget med sig till det nya bandet och Highlights släppte sitt andra album (Vi lever om natten) (2008). Wistrand och Highlights ställde upp i Dansbandskampen 2008 och 2009 och har bland annat medverkar i  Melodifestivalen 2010. 
Wistrand lämnade Highlights 2011.

## Diskografi

### Solo
- 2011 – "Over Now"

### Med Highlights
- 2005 – Highlights
- 2008 – Vi lever om natten
- 2008 – Här är mitt liv